# Transmac (Macau)

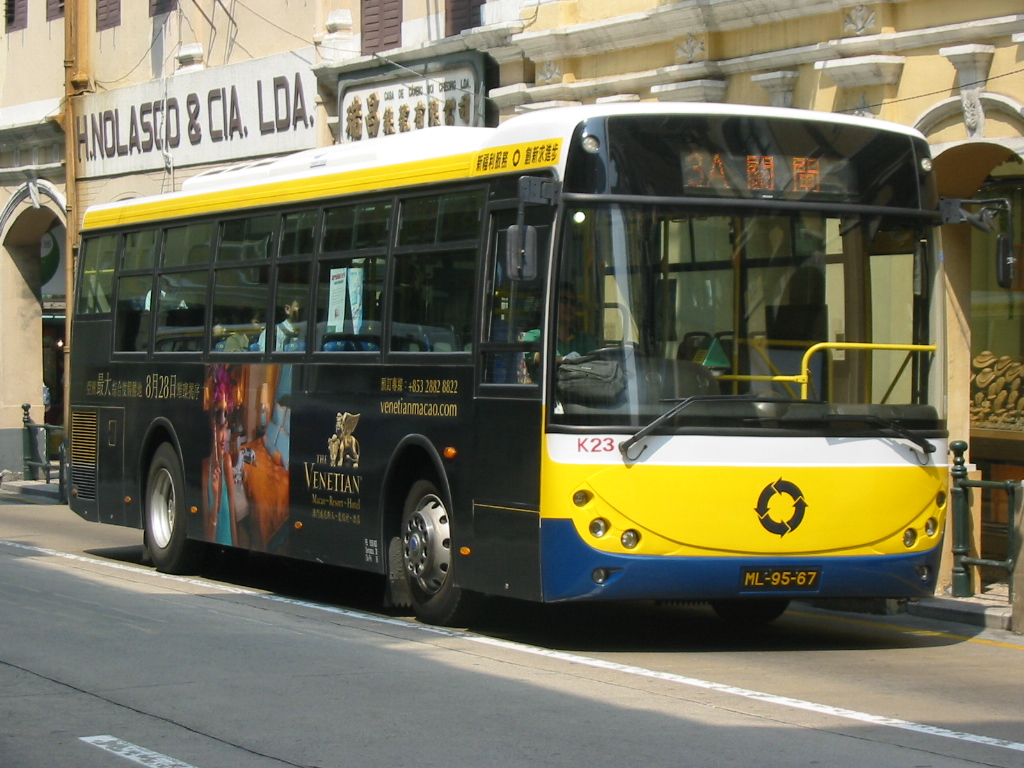
Autocarro da Transmac, operando na carreira 3A.

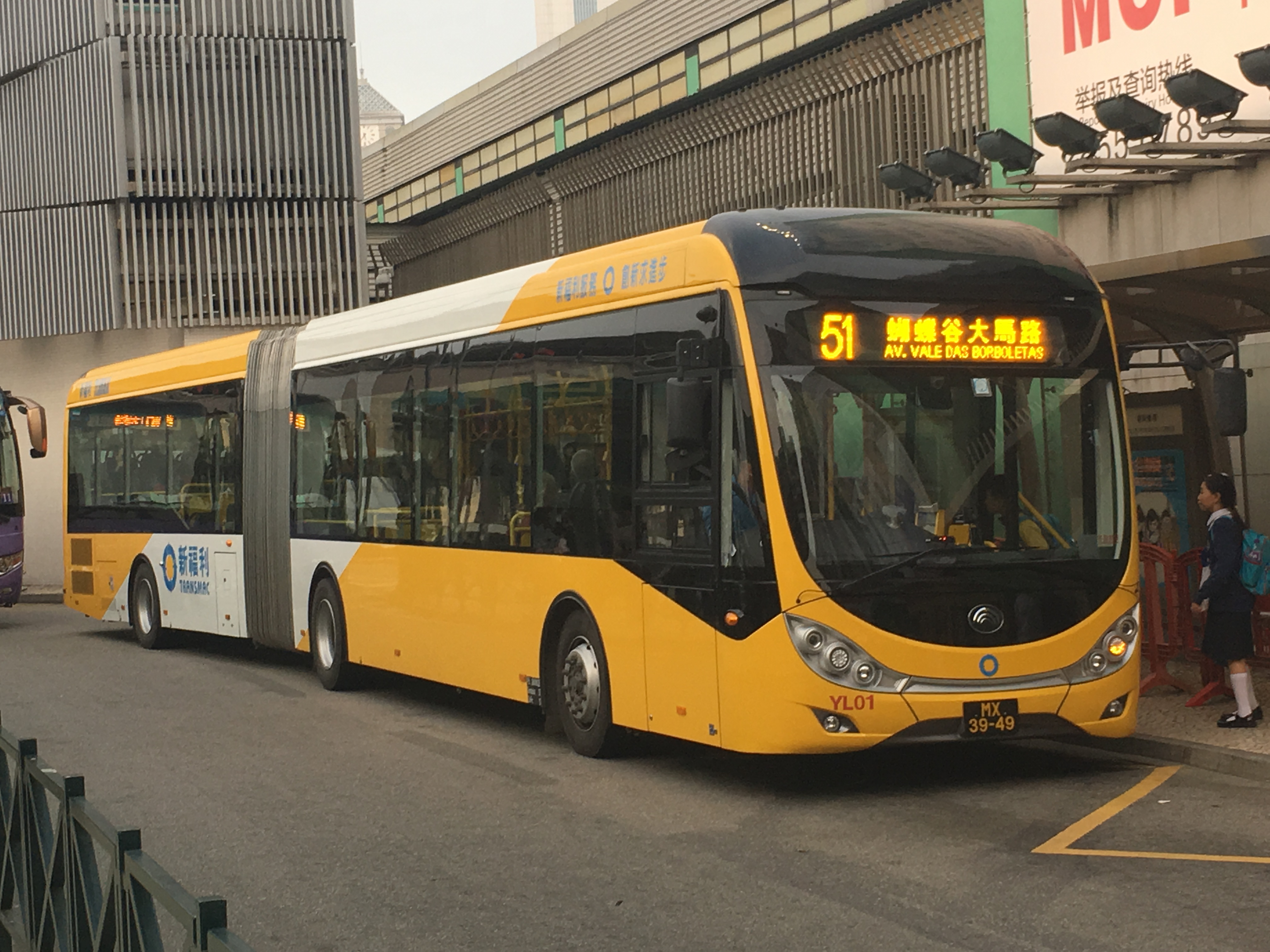
Ônibus articulado da Transmac, operando na carreira 51.

Transmac ou Companhia dos Transportes Urbanos de Macau SARL (Cantonense: 澳門新福利公共汽車有限公司) é uma das empresas responsáveis pelo transporte urbano em autocarros na Região Administrativa Especial de Macau da República Popular da China. As suas operações estendem-se também às cidades de Cantão, Foshan, Xinhui e Wuhu, na China. Foi fundada por Ho Yin.
A sua frota é composta por veículos Mercedes-Benz Vario minibus (de 1997), Dennis Dart (de 1995), Mitsubishi Fuso e Rosa (fabricados a partir de 1988) , Dennis Dart SLF (de 2004) e King Long/Higer (de 2006).

## Rotas
A Transmac opera as seguintes rotas em Macau:
- 1A Rua de Fai Chi Kei - Nape/Rúa de Coímbra
- 4 Fai Chi Kei - Almeida Ribeiro
- 5 Barra - Va Tai
- 5AX Torre de Macau - Va Tai
- 5X Bairro Ilha Verde - Nape
- 9 Rua dos Currais - Barra
- 9A Rua dos Currais - Torre de Macau
- 15 Jardins do Oceano - Povoação de Ka-Ho
- 15S Povoação de Ka-Ho - Jardins do Oceano
- 15T Praia de Hac Sá - Av. Vale das Borboletas
- 16 Rua dos Currais - Mercado de São Lourenço
- 16S Rua dos Currais - Barra
- 17 Jardim Camões - Centro Cultural
- 17S Nape/Rúa de Coímbra - Portas do Cerco
- 25 Portas do Cerco - Vila de Coloane
- 25AX Portas do Cerco - Av. Vale das Borboletas
- 25B Portas do Cerco - Posto Fronteiriço Macau-Hengqin
- 25BS Posto Fronteiriço Macau-Hengqin - Baía de Nossa Senhora da Esperança
- 26 Bacia Norte do Patane - Vila de Coloane
- 26A Bacia Norte do Patane - Praia de Hac Sá
- 26S Torre de Macau - Av. Vale das Borboletas
- 28C Jai Alai - R. Da Tribuna/Est. Dos Cavalheiros
- 32 Fai Chi Kei - Torre de Macau
- 32T Torre de Macau (Par. Provisória) - Praça Ferreira Amaral
- 33 Fai Chi Kei - Est. Gov. A. Oliveira
- 34 Bairro Ilha Verde - Jardins do Oceano
- 37 Chun Su Mei - Av. Son On
- 37T Edifício do Lago - Est. Da Ponta da Cabrita
- 39 Nape/Rúa de Coímbra - Edifício do Lago
- 51 Av. Vale das Borboletas - Portas do Cerco
- 51A Praia - Av. Vale das Borboletas
- 51X Praça das Portas do Cerco - Av. Vale das Borboletas
- 72 Universidade de Macau - Edifício do Lago
- 102X Posto Fronteiriço da Ponte HZM - Posto Fronteiriço Macau-Hengqin
- 701X Posto Fronteiriço Macau-Hengqin - Estrada do Istmo (operado en conjunto con TCM)
- AP1 Portas do Cerco - Aeroporto de Macau
- AP1X Portas do Cerco - Aeroporto do Macau
- H3 Av. Vale das Borboletas - Hosp. S. Januário
- MT4 Portas do Cerco - Term. Marítimo